# Mount Isbell
Mount Isbell är ett berg i Antarktis. Det ligger i Östantarktis. Australien gör anspråk på området. Toppen på Mount Isbell är 2 360 meter över havet.
Terrängen runt Mount Isbell är kuperad åt sydväst, men åt nordost är den platt. Mount Isbell är den högsta punkten i trakten. Trakten är obefolkad. Det finns inga samhällen i närheten.